# 九四式二号乙無線機
九四式二号乙無線機（きゅうよんしきにごうおつむせんき）は大日本帝国陸軍が開発した遠距離通信用の無線機である。

## 解説
軍通信隊に配備された機材で、全備重量は約500kg、通信距離は約150kmだった。本無線機は駄馬6頭に分載する。通信に直接必要な機材は駄馬3頭で運搬できた。
- 昭和6年度から審査研究を開始した。審査要件は短波を使用すること、通信距離150kmを目標とすること、組立を容易とすること、駄馬7頭で運搬できること、うち3頭で通信に必要な機材が運べることである。昭和7年、駄載して運搬試験が行われ、結果は良好だったが、発動機の運びやすさに研究の必要があった。このとき戦時であることから応急に無線機を整備して実用に提供している。
- 昭和8年、必要駄馬数を6頭に減らした。発動機を改修、運搬しやすさに改善が認められた。さらに、無線技術の進歩に伴って審査要件が変更された。変調器を追加すること、周波数変更を容易とすること、受信機をスーパーヘテロダイン式に改めることである。昭和8年7月、満州北部で雨期・炎熱試験を実施。150km以内の通信は容易、送受信器の故障は比較的少ないこと、ただし発動機は故障が多く実用に適さないという判定がなされた。駄載による移動は部隊への追従をおおむね可能なものとした。
- 昭和9年2月、満州北部で冬期試験を実施した。結果、500km以内での通信が可能なこと、発動機になお改造を必要であること、駄載とソリによって移動を頻繁に繰り返したが、支障なく部隊に追従できたことが確認された。この結果から発動機に改良が加えられた。
- 昭和10年3月、短期間で製造可能なことを確認した。12月、陸軍技術本部に本無線機に対する意見を求めた上で異論がないことから仮制式制定を上申した。

## 構成
通信機、発電装置、空中線材料、属品と材料で構成される。また通信機は送信装置と受信装置からなっている。空中線は長さ20mのワイヤーを高さ約7mの電柱2本に張った。また地線として同じ長さのワイヤー数本を地上に設置した。
送信装置内容
- 送信機・水晶制御または主発振によって電信送信を行う。周波数の範囲は950から6,675キロサイクル毎秒である。
- 付属品・電鍵と手入れ用具
- 予備品・交換用部品
- 他材料

受信装置内容
- 受信機・九四式一号無線機と同じ装置を使用した。拡大および検波性能を持つ。周波数範囲は140から15,000キロサイクル毎秒
- 付属品・受話器と手入れ用具
- 予備品・交換用部品
- 他材料

発電装置内容
- 発動機・竪型空冷式単気筒二行程、1.2馬力、3,500回転毎分
- 直流発電機・定格出力は高圧390ワット、低圧78ワット、定格電圧は高圧1,300ボルト、低圧12ボルト、定格電流は高圧300ミリアンペア、低圧6.5アンペア
- 配電盤・電力供給および電流電圧制御に用いる
- 付属品・回転計、分解工具
- 予備品・交換用部品

空中線内容
- 全長20mのワイヤー、数本
- 照明用具・携帯式の小型電灯
- 計測器類・絶縁計と折尺
- 遠隔装置・送信操縦用で九四式一号無線機と同型
- 箱・11個、収納用。輜重用十五年式駄馬具に搭載された。